# 米伍克村
米伍克村（英語：Mi-Wuk Village）是位於美國加利福尼亞州圖奧勒米縣的一個人口普查指定地區。

## 地理
米伍克村的座標為38°03′40″N 120°11′15″W / 38.06111°N 120.18750°W，而該地最高點為海拔高度1426米（即4678英尺）。

## 人口
根據2010年美國人口普查的數據，米伍克村的面積為7.210平方千米，當中陸地面積為7.195平方千米，而水域面積為0.015平方千米。當地共有人口941人，而人口密度為每平方千米130人。